# LAC
LAC (ang. Location Area Code) – kod przypisywany do Location Area (LA), obszarów na które jest podzielona sieć radiowa używana w sieciach telefonii komórkowej. LAC zapisywany jest za pomocą dwóch bajtów i jest unikatowy na poziomie sieci komórkowej (dwie LA w danej sieci na pewno będą mieć różne LAC).
Każde Location Area zawiera zazwyczaj kilkadziesiąt lub kilkaset komórek (ang. cell) rozróżnianych za pomocą numeru CID. Stacje bazowe obsługujące je, przesyłają na kanale rozgłoszeniowym (ang. Broadcast Channel) informację o LAC przypisanym do tego Location Area. Gdy terminal loguje się do sieci, lub w stanie Idle (czyli w sytuacji gdy jest włączony, ale nie nadaje i nie odbiera danych) przechodzi pod kontrolę stacji bazowej z/do komórki należącej do innego Location Area, wysyła do sieci operację Location Update. Przenoszona w niej informacja Location Area Identity (LAI = MCC + MNC + LAC) jest zapisywana w bazie danych VLR związanej z kontrolującym dany obszar Mobile Switching Centre i w sytuacji, gdy do abonenta będzie zestawiane połączenie, posłuży do jego lokalizacji.
Każdy operator dla każdego z pasm GSM oraz UMTS samodzielnie określa sposób podziału kraju na obszary LA i nadane im numery LAC.